# Gonomyia (Gonomyia) taeniata
Gonomyia (Gonomyia) taeniata is een tweevleugelige uit de familie steltmuggen (Limoniidae). De soort komt voor in het Nearctisch gebied.